# Charles Imbert des Mottelettes
Charles Imbert des Mottelettes (Brugge, 10 december 1799 - Sceaux, 25 augustus 1861) was een Belgisch-Franse etnoloog, cosmograaf en geograaf.

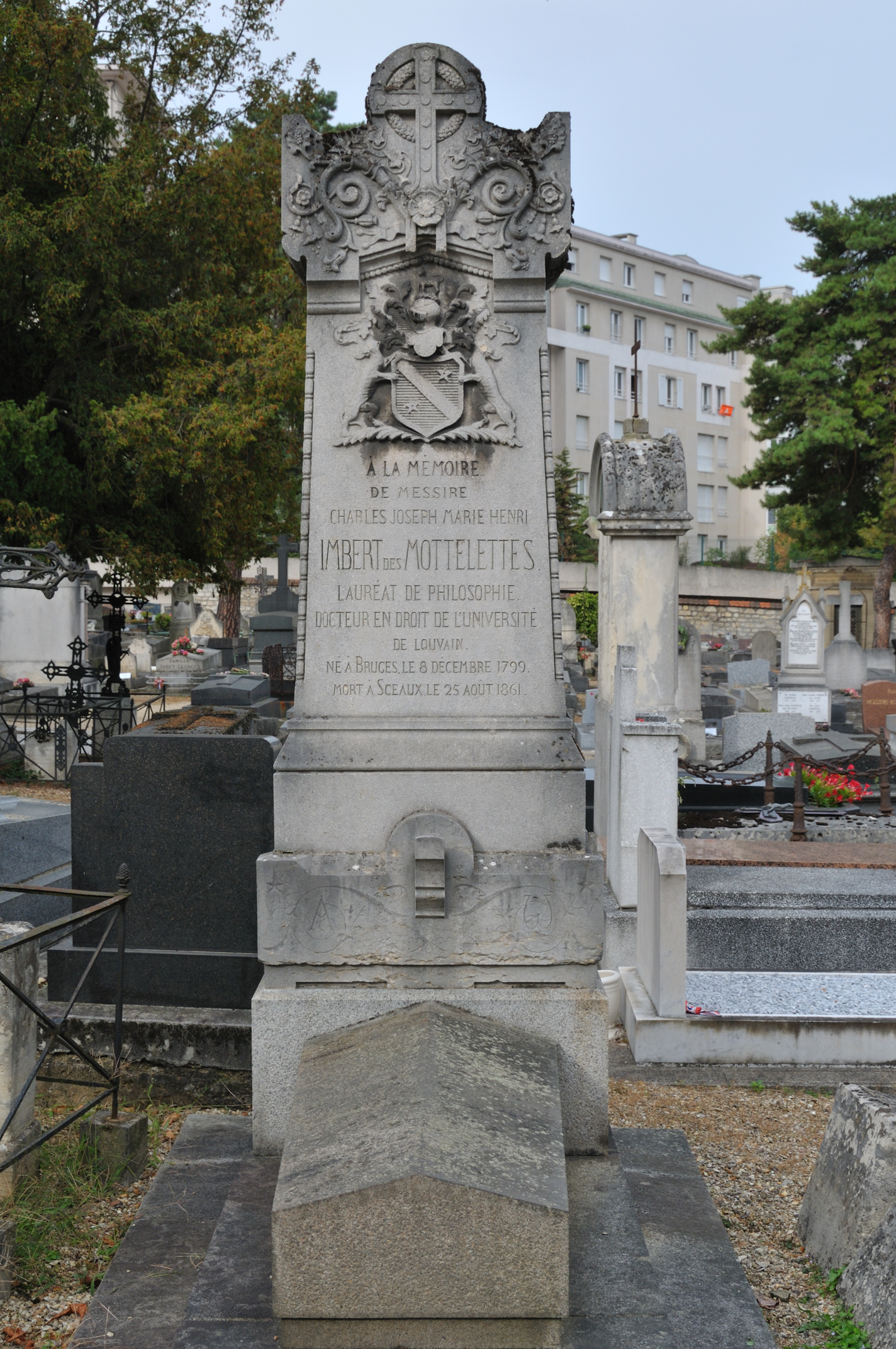
Graftombe in Sceaux van Charles Imbert

## Levensloop
Charles Joseph Marie Henri Imbert des Mottelettes was de zoon van Henri-Albert Imbert (1763-1837) en van Marie-Anne-Thérèse
de Stoop (1763-1837). Henri-Albert was advocaat, vervolgens rechter, maar was vooral kunstschilder. 
Charles was eerst leerling aan het Brugse atheneum en studeerde daarna rechten en filosofie aan de pas opgerichte universiteit van Leuven. Hij werd in 1822 doctor in de rechten, nadat hij een thesis gewijd had  (gepubliceerd in 1821) aan het gebied van Schelde en Maas. Gedurende korte tijd was hij advocaat in Brussel.
Daarop vertrok hij naar Parijs waar hij nauwe vriendschap sloot met William Frederic Edwards. Samen stichtten ze de Société ethnologique. Edwards was er voorzitter van en Imbert secretaris.
Hij was ook, in de jaren twintig, bevriend met Louis de Potter en stond hem als een soort van secretaris bij.
Imbert stierf vrijgezel.

## Publicaties
- Atlas synchronistique, géographique  et généalogique pour servir à l'histoire moderne de l'Europe (1515 à 1815), Parijs, 1834-1849 een uitgave in eigen beheer)
- Samen met bibliothecaris Joseph-Basile Van Praet bereidde hij een Bibliografie voor van boeken over België, die echter nooit werd gepubliceerd.